# Джеймс Мил
Джеймс Мил (на английски: James Mill, 6 април 1773 - 23 юни 1836) е шотландски икономист, историк и философ. Представител е на класическата школа в икономиката, „рикардианец“. Завършва Единбургския университет. Баща е на Джон Стюарт Мил. Джеймс Мил е един от създателите на Лондонския университет.

## Биография
Роден е в Шотландия в бедно семейство на обущар. Завършва теология. Бил е пастор, но по-късно се отказва от сана си. Служи в Британската източноиндийска компания.
В „Елементи на политическата икономия“ Мил систематизира идеите на своя приятел и съвременник Давид Рикардо.
Доразвива трудовата теория за стойността на Рикардо. Мил вижда противоречието в Теорията за стойността. Според него източник на стойността освен живия труд, а и овеществения труд. Стойността се създава и от натрупания, освен от живия труд, т.е. капиталът създава стойност.
Джеймс Мил прави опит да обясни и процеса на размяната между живия и овеществения труд. При размяна между труда и капитала, по-малкото количество труд се разменя срещу по-голямото количество труд, които производителят е възложил. Мил представя работника и капиталиста като съсобственици на произведения труд – единия с труда си, другия със средствата си. За по-голямо удобство на работниците предприемачът им изплаща тяхната част във вид на работна заплата.
Джеймс Мил анализира въпроса за рентата. Предлага облагането на рентата с данък в голям размер, което на практика, според неговите съвременници, означава, национализация на поземлената собственост.

## Основни произведения
- An essay of the impolicy of a bounty on the exportation of grain, 1804.
- „Lord Lauderdale on Public Wealth“, 1804, Literary Journal Vol. IV, No. 1[2]
- Commerce Defended, 1808.
- „Thomas Smith on Money and Exchange“, 1808, Edinburgh Review no. XXV, pp. 35–68[3]
- The History of British India, 3 vols., 1817.
- „Government“, 1820, Encyclopædia Britannica
- Elements of Political Economy (Елементи на политическата икономия), 1821
- „Liberty of the Press“, 1825, Encyclopædia Britannica
- Essays on Government, Jurisprudence, Liberty of the Press, Education, and Prisons and Prison Discipline, 1823.
- Analysis of the Phenomena of the Human Mind, 2 vols., 1829.[4] Revised edn, 2 vols, 1869.[5]
- Essay on the Ballot [6] and Fragment on Mackintosh [7], 1830.
- „Whether Political Economy is Useful“, 1836, London Review, vol. II, pp. 553–572.
- The Principles of Toleration, 1837.

## За него
- Bain, Alexander, 1882, James Mill: A Biography, London: Longmans Green & Co..
- Fenn, Robert A., 1987, James Mill's Political Thought, New York and London: Garland Publishing.
- Halévy, Elie, 1955, The Growth of Philosophic Radicalism, Boston: Beacon Press.
- Hamburger, Joseph, 1965, James Mill and the Art of Revolution, New Haven: Yale University Press.
- Plamenatz, John, 1966, The English Utilitarians, Oxford: Basil Blackwell.